# Voith-Schneider

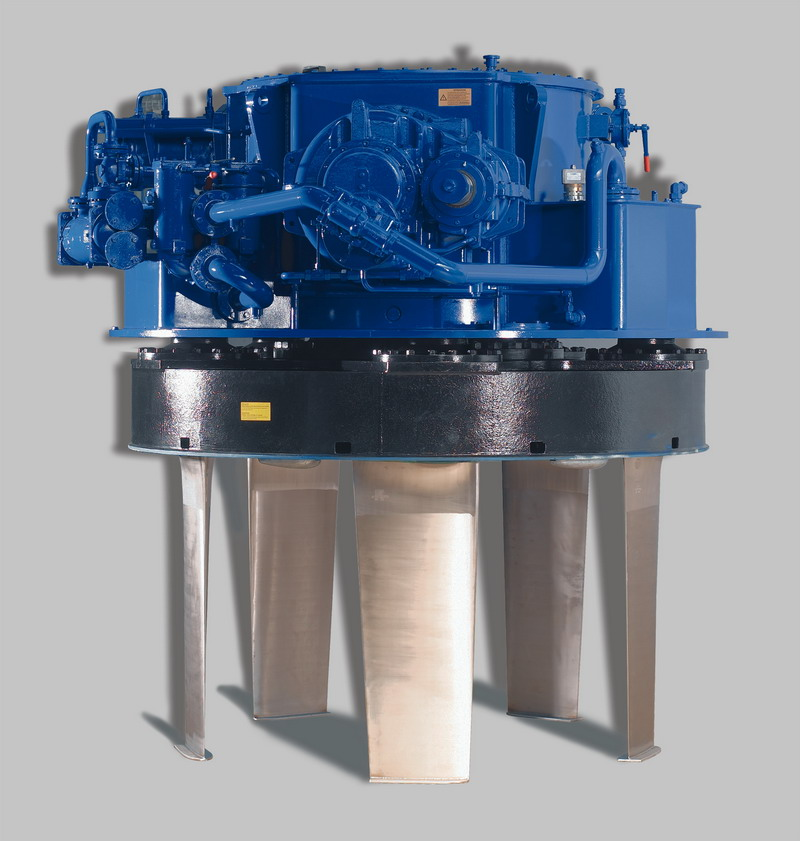
Voith Schneider propeller

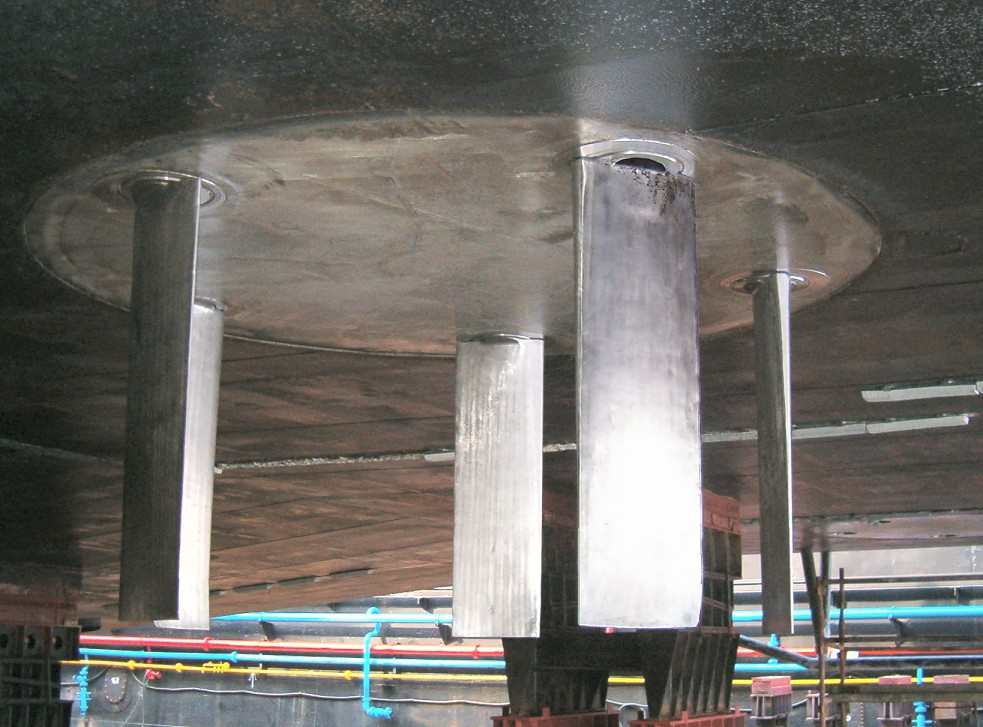
En VS-enhet monterad på en båt

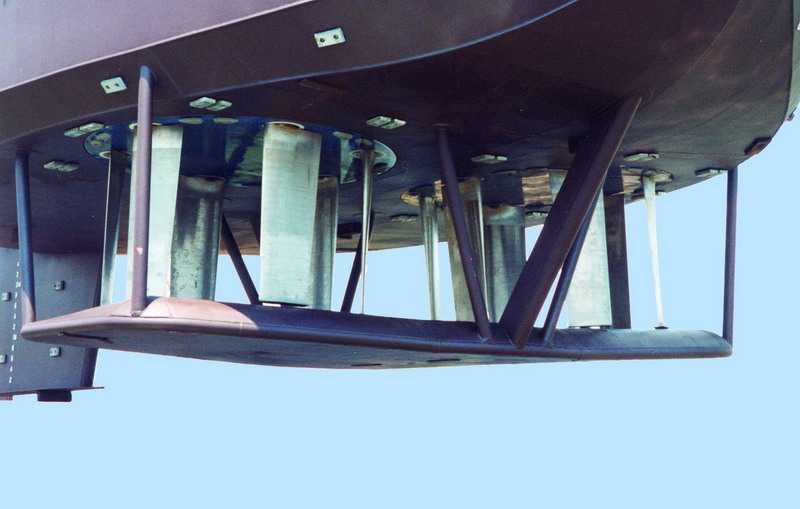
Två Voith Schneider-aggregat monterade på en bogserbåt.

Voith-Schneider, förkortat VS är en typ av propulsor för fartyg, det vill säga ett alternativ till den traditionella propellern. VS-aggregatet roterar horisontellt och har ett antal vertikalt stående blad (vingar) som gör en stående cirkelrörelse. 

## Funktion
Hela aggregatet, eller cirkelplattan som bladen sitter fast på roterar med konstant hastighet (oavsett fartygets hastighet). När fartyget står still är bladen i neutral position men roterar fortfarande runt aggregatets centrumpunkt. Bladen rör sig då i vattnet men förflyttar inte vattnet i någon riktning. När man vill ha drivning på fartygen ändras stigningen (vinkeln) på bladen så att de förflyttar vatten i motsatt riktning mot fartygets önskade riktning. Se bild 1. Beroende på var bladen befinner sig på cirkelplattan (som roterar) så är stigningen olika för att förflytta fartyget i önskad riktning. Detta innebär att bladen ändrar stigning hela tiden under ett helt varv (360 grader) av cirkelplattan. Se bild 2 

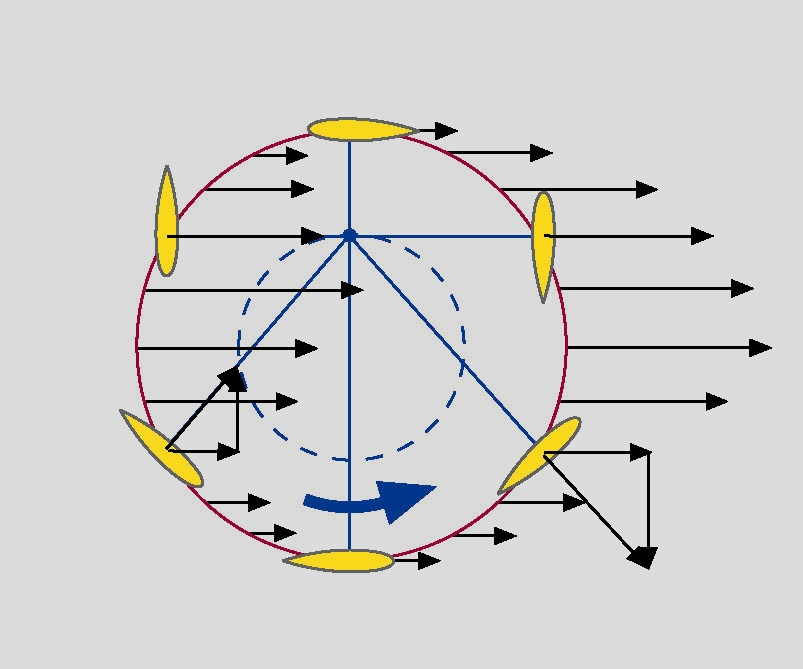
Bild 1. Bladens påverkande kraft på omgivande vatten
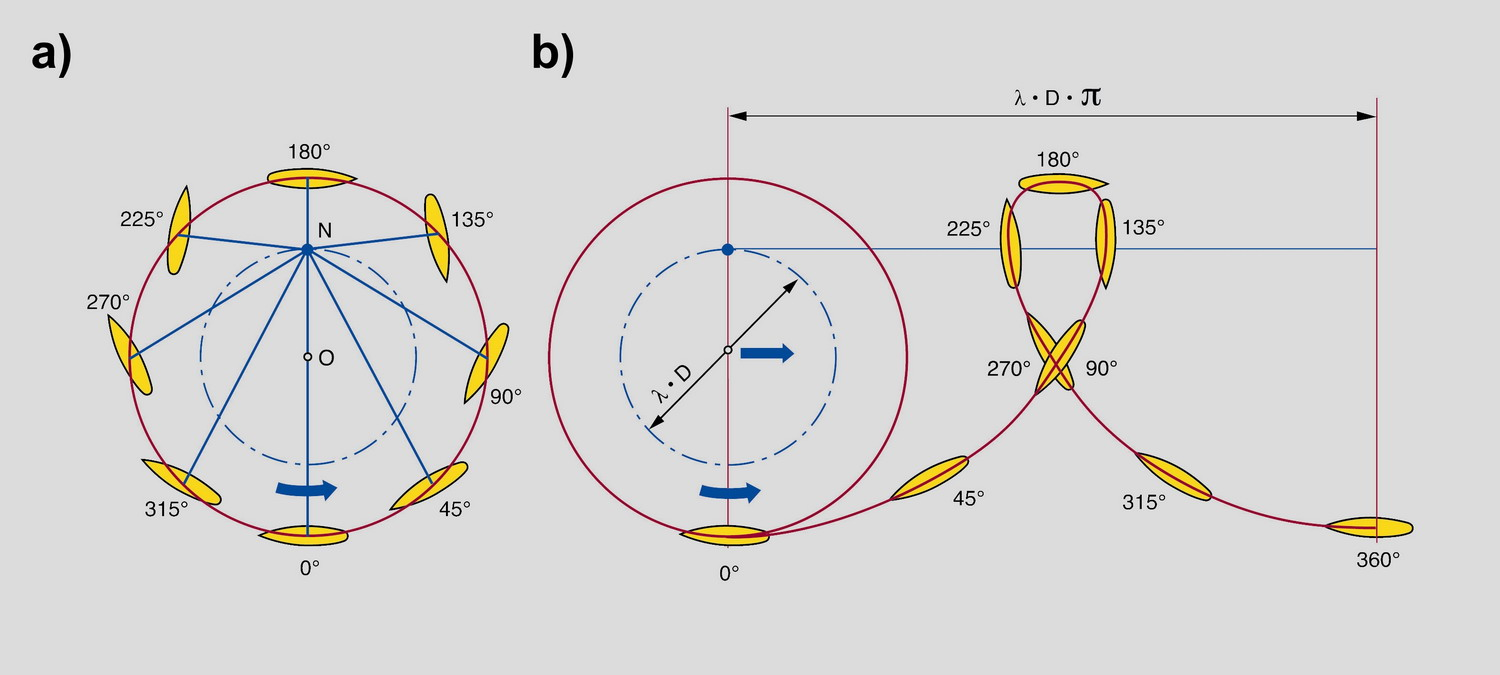
Bild 2. Bladen rörelse genom ett varv runt centeraxeln

## För- och nackdelar
Fördelen är framförallt att den framdrivningskraft som VS ger kan styras i vilken riktning som helst, bakåt och framåt, eller åt sidan. Denna typ av styrning ger också fartyget högsta möjliga manövreringsförmåga och ger en fin möjlighet att finjustera dragkraften och göra extremt snabba växlingar utan att behöva ändra varvtalet. Om fartyget utrustas med två eller fler VS, kan det förflyttas i alla riktningar, också sidledes. VS används därför på fartyg som behöver bra manöverförmåga i låga farter och med god precision, till exempel bogserbåtar, brandbåtar, vissa typer av militära fartyg och färjor.
Nackdelarna är framförallt att VS har många rörliga delar och därmed inte lämpligt för höga hastigheter och att det kräver stort utrymme under fartyget, det vill säga att djupgåendet blir stort.
De svenska minröjningsfartygen av Landsort-klass har Voith-Schneider-aggregat.
Så har även de tre färjor som - ofta utsatta för tidvatten - korsar Themsen vid Woolwich i sydöstra London.